# Hellmann Worldwide Logistics

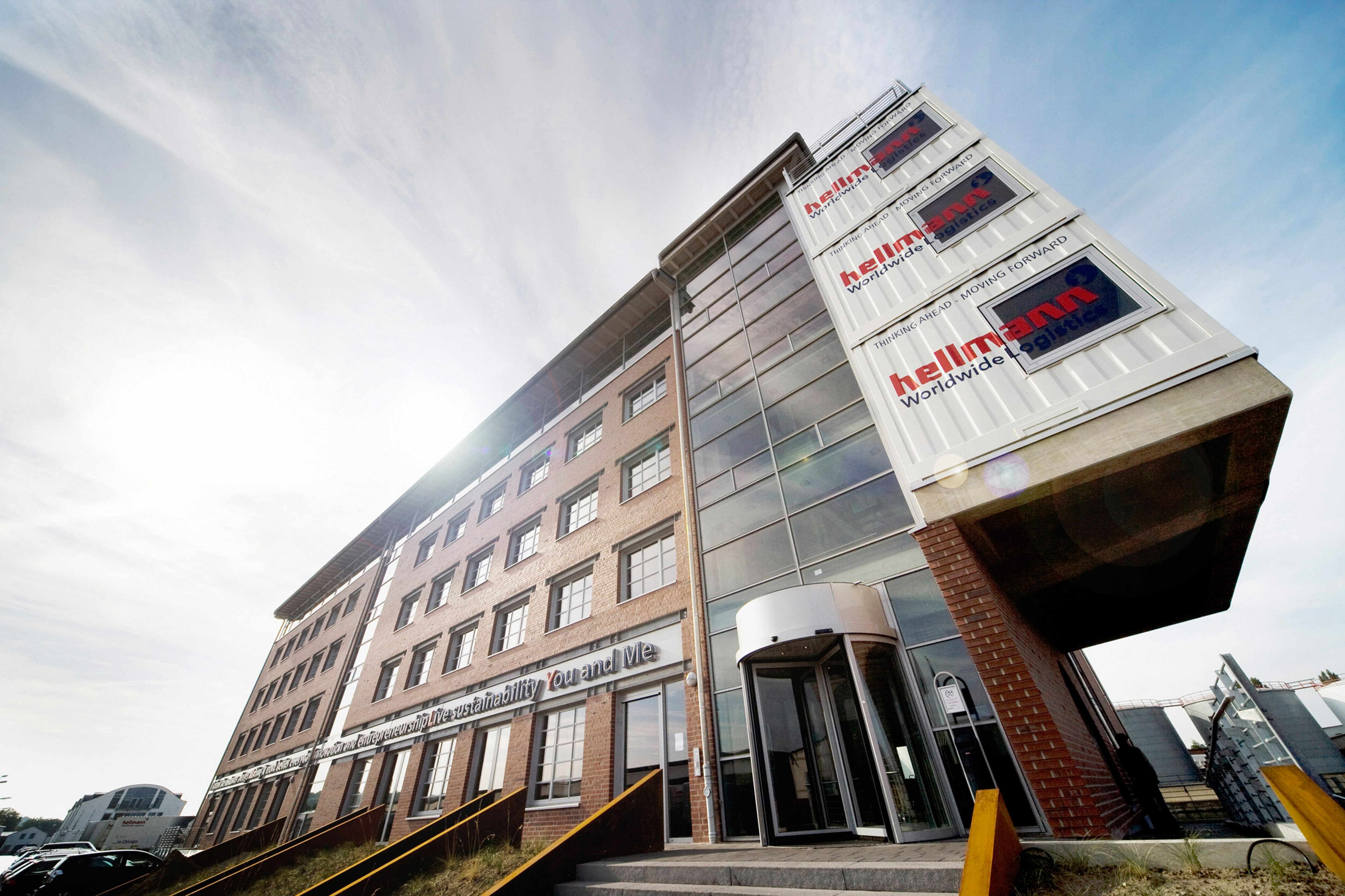
Zentrale von Hellmann in Osnabrück (2008)

Die Hellmann Worldwide Logistics SE & Co. KG ist die Dachgesellschaft eines deutschen Transport- und Logistikunternehmens mit Hauptsitz in Osnabrück. Der Konzern befindet sich im Eigentum von Jost und Klaus Hellmann.
Hellmann ist sowohl in der Luft- und Seefracht als auch im Straßen- und Schienengüterverkehr sowie in der Kontraktlogistik aktiv. Der Konzern hat 248 Niederlassungen in 61 Ländern.

## Geschichte

### Gründung und erste Jahre
1871 gründete Carl Heinrich Hellmann in Osnabrück ein Einzelunternehmen, das Güter mit Pferdefuhrwerken beförderte. Einer der ersten Kunden war das Stahlwerk in Georgsmarienhütte. Carls Söhne Heinrich und Friedrich führten den Betrieb ab 1906 unter dem Namen „Gebr. Hellmann“ fort. Sie gaben ihre Anteile in den folgenden Jahrzehnten an ihre Kinder und Enkelkinder weiter.
In den 1920er-Jahren ersetzte Hellmann als eines der ersten Unternehmen die Pferdefuhrwerke durch motorisierte Güterwagen. Das Unternehmen wuchs kontinuierlich und beschäftigte im Jahr 1935 rund 60 Mitarbeitende. Im Zweiten Weltkrieg wurde der Betrieb fast vollständig zerstört.
1945 wurde das Unternehmen in Baracken der ehemaligen Reichsbahn wieder aufgebaut. Unter der Führung von Emil und Heinz Hellmann wurde 1949 die erste Niederlassung in Hamburg eröffnet, 1953 kam ein weiterer Standort in Bremen hinzu. Damit war Hellmann an den beiden wichtigsten deutschen Häfen präsent und legte damit den Grundstein für seine weitere Expansion.

### Expansion und Internationalisierung
Bis 1961 ersetzte Hellmann die letzten Pferdewagen durch modernes technisches Gerät. In den Jahren 1976 traten zunächst Klaus und 1989 Jost Hellmann das Erbe ihrer Väter an. Die beiden Cousins stellen die vierte Generation der Eigentümerfamilie. 1976 hatte Hellmann eine führende Rolle bei der Gründung des Deutschen Paket-Dienstes (DPD). Als erster privater Anbieter trat er in Konkurrenz zur Bundespost.
Das Unternehmen trieb die Internationalisierung voran, unter anderem durch den Transport von Textilien aus China für den Warenhauskonzern Horten. 1982 eröffnete Hellmann eine Niederlassung in Hongkong, im Laufe der Jahre folgten weitere Standorte etwa in Japan und Südkorea. Seit 1987 ist das Unternehmen in Australien und Neuseeland präsent, seit 1988 auch in den Vereinigten Staaten. Seitdem hat Hellmann die internationale Expansion kontinuierlich vorangetrieben und ist heute auf allen Kontinenten vertreten.

### Diversifizierung des Geschäfts
Bereits Ende der 1950er-Jahre gründete Hellmann mit befreundeten Spediteuren ein Stückgutnetzwerk, aus dem sich später die „System Alliance“ (heute „NG.network“) entwickelte. In den 1990er Jahren wurde das Konzept mit dem „Night Star Express“ auf Nachttransporte übertragen. In Kombination mit der DPD-Beteiligung wollte man so die steigende Nachfrage nach KEP-Diensten bedienen.
Heute ist das Unternehmen in allen Bereichen der Logistik aktiv: Luft- und Seefracht, Schienen- und Straßenverkehre sowie in der Kontraktlogistik. Zudem spezialisierte sich das Unternehmen auf Lösungen für bestimmte Branchen, etwa für den Sektor der erneuerbaren Energien sowie für die Automobil-, Pharma-, Lebensmittel- und Modeindustrie. Seit 1999 firmiert das Unternehmen als Hellmann Worldwide Logistics. Von 2002 bis 2015 besaß Hellmann einen Anteil von 37,45 % an der LH Bundeswehr Bekleidungsgesellschaft, die als öffentlich-private Partnerschaft mit der Bewirtschaftung der Dienstbekleidung der Bundeswehr beauftragt war. Mit dem Rechtsformwechsel zur SE & Co. KG schuf Hellmann im Jahr 2017 die strukturellen Voraussetzungen für weiteres internationales Wachstum. 2018 zog sich die Familie Hellmann aus der aktiven Unternehmensführung zurück und übergab diese an ein externes Managementteam.

### Aktuelle Entwicklungen
2021 wurde das Unternehmen Opfer einer Cyberattacke durch anonyme Hacker. Später wurden gestohlene Daten im Darknet veröffentlicht. Das Unternehmen sollte erpresst werden. Der Vorfall hatte kurzzeitig negative Auswirkungen auf den Geschäftsbetrieb, da die digitale Infrastruktur zeitweise abgeschaltet und durch manuelle Verfahren ersetzt werden musste. Hellmann schaltete externe Spezialisten ein und informierte seine Kunden über den Angriff.

## Gegenwart

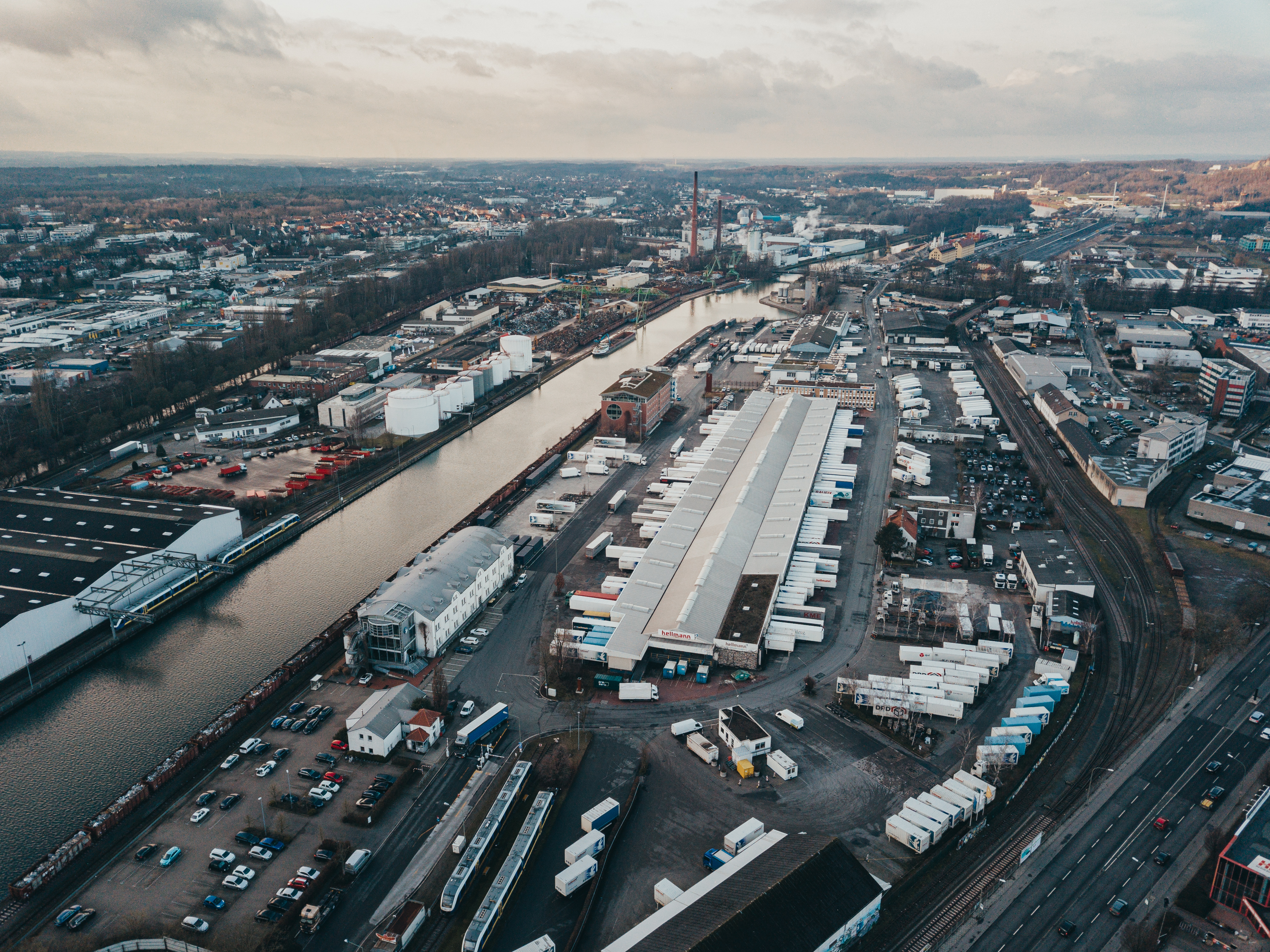
Luftbild des Betriebsgeländes in Osnabrück (2023)

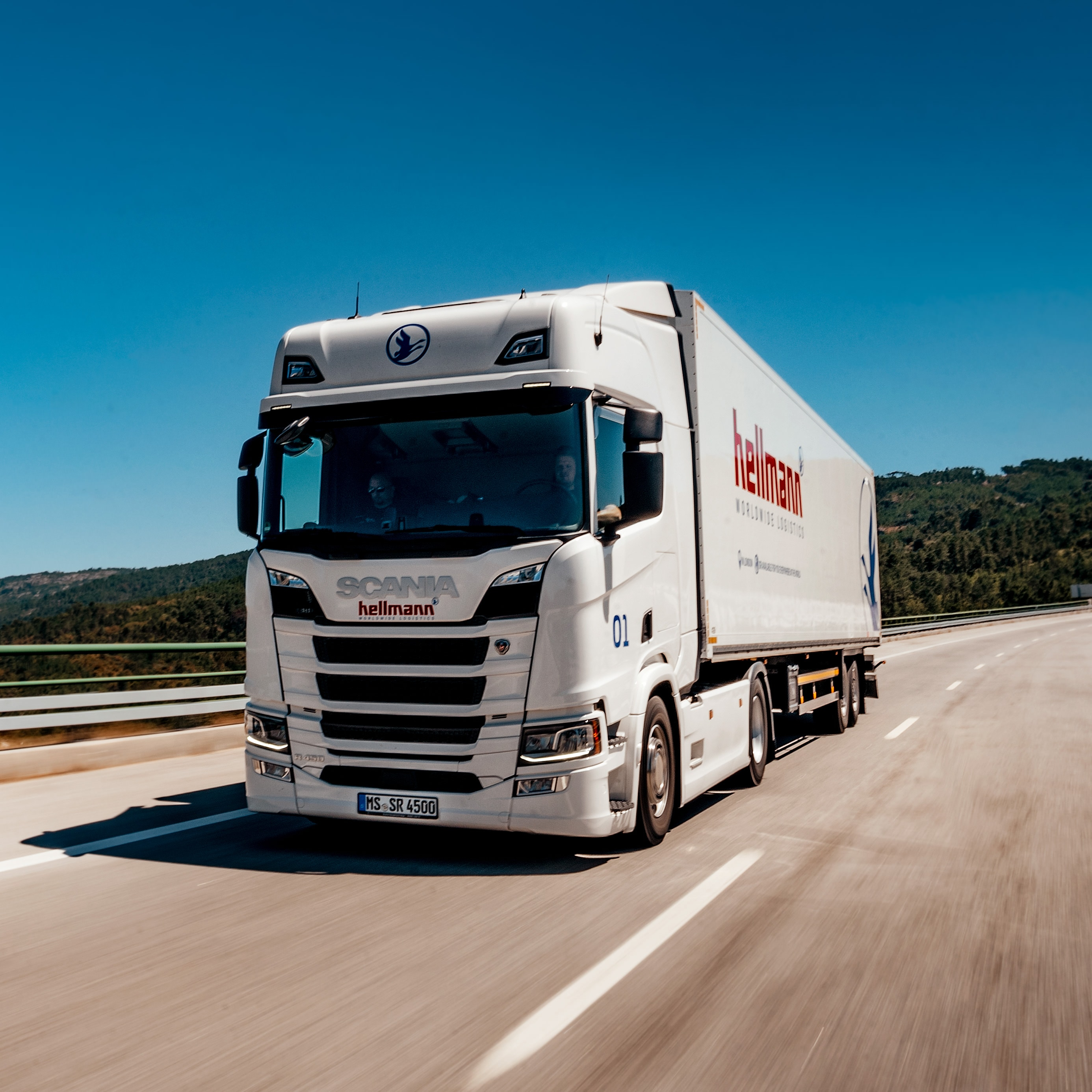
Straßen-Güterverkehr von Hellmann (2023)

### Konzernstruktur
Das Unternehmen firmiert als haftungsbeschränkte Kommanditgesellschaft (SE & Co. KG). Der Konzernabschluss wird von der Hellmann Worldwide Logistics SE & Co. KG mit Sitz in Osnabrück aufgestellt. Zum Konsolidierungskreis zählen zahlreiche in- und ausländische Tochtergesellschaften, in denen das operative Geschäft liegt. Dazu kommen Beteiligungs- und Verwaltungsgesellschaften.

### Geschäftsbereiche
Das Geschäft des Unternehmens gliedert sich in die vier Produktbereiche Luftfracht, Seefracht, Straßen- und Schienengüterverkehr (Landverkehre) sowie Kontraktlogistik. Hellmann hat sich auf insgesamt neun vertikale Industrielösungen spezialisiert, unter anderem für die Branche der erneuerbaren Energien und den Automobilsektor. Rund zwei Drittel des Umsatzes entfallen auf die Luft- und Seefracht. Europa ist die stärkste Region.

#### Luftfracht
Hellmann betreibt ein weltumspannendes Luftfrachtnetzwerk. Hierfür bestehen Kooperationen mit allen großen Luftfahrtunternehmen im Personen- und Frachttransport. Das Unternehmen ist an allen Gateways in Schlüsselmärkten präsent und erfüllt als Frachtagent die IATA-Standards.

#### Seefracht
In der Seefracht arbeitet Hellmann mit vielen großen Reedereien zusammen. Das Unternehmen organisiert Ladekapazitäten in Containern in Vollladung (Full container load, FCL) und Teilladung (Less than container load, LCL). Dazu kommen Transporte im Vor- und Nachlauf sowie im Sendungsverlauf.

#### Landverkehre
Der Straßengüterverkehr bildet den Ursprung von Hellmanns Geschäftstätigkeiten. Heute kann das Unternehmen durch sein globales Netzwerk auf der ganzen Welt Landtransporte anbieten. Hauptregion für den Landverkehr ist Europa. Dort gibt es neben dem Direktverkehr tägliche Linien für Stückguttransporte.
In den letzten Jahren entwickelte sich der Schienengüterverkehr durch die Verlagerung von Transporten auf die Schiene in Europa sowie von und nach Asien zu einem Wachstumsfeld des Unternehmens. Mit der „Eisernen Seidenstraße“ etablierte Hellmann eine wöchentliche Eisenbahnverbindung zwischen Deutschland und der Volksrepublik China. Zusätzlich zu den Bahntransporten werden zwischen Versand- und Empfangsstation die Vor- und Nachläufe im kombinierten Verkehr abgebildet.
In Deutschland übernahm das Unternehmen beispielsweise die Verteilung der Corona-Impfstoffe in die Zentren der Bundesländer, unter anderem für das Moderna-Vakzin.

#### Kontraktlogistik
Hellmann übernimmt die Lagerlogistik für unterschiedliche Industriezweige, etwa die Bekleidungs- und Automobilindustrie sowie die Industrietechnik. Das Spektrum reicht vom Outsourcing ausgewählter Prozessschritte über das Vorhalten und Verwalten größerer Lagerkapazitäten bis hin zur Produktionslogistik. Dazu kommen verwandte Leistungen, beispielsweise in der Verpackung von Sendungen sowie die Erstellung und Verwaltung von E-Commerce-Plattformen.

## Weiteres
Im Jahr 1998 wurde das Umweltmanagement von Hellmann nach ISO 14001 zertifiziert. 2012 wurde der Global Compact der Vereinten Nationen unterschrieben.
2021 wurde Hellmann mit dem Otto Heinemann-Preis „Zur Vereinbarkeit von Beruf und Pflege“ ausgezeichnet für die Unterstützung von Mitarbeitenden, die neben ihrer beruflichen Tätigkeit pflegebedürftige Angehörige betreuen.
2022 gründete Hellmann den gemeinnützigen Verein Hellmann hilft e. V. zur Unterstützung hilfsbedürftiger Menschen mit Geld- und Sachspenden. Anlässe waren unter anderem der Krieg Russlands gegen die Ukraine seit dem Jahr 2022 sowie das Erdbeben in der Türkei und in Syrien 2023.